# Tentative d'évasion à la prison de Makala
La tentative d'évasion à la prison de Makala, à Kinshasa en république démocratique du Congo (RDC), prend place dans la nuit du 1er au 2 septembre 2024, et conduit à la mort d'au moins 131 détenus.

## Contexte
La prison de Makala est l'un des principaux centres de détention en république démocratique du Congo (RDC). Construite dans la ville de Kinshasa, et conçue pour recevoir 1 500 personnes, elle en abriterait plus de 10 fois plus, et près de 500 personnes y seraient mortes en 2023,.
C'est la plus grande tentative d'évasion jamais enregistrée dans le pays,.

## Déroulement
Au moins 131 personnes sont tuées dans ce qui est présenté comme une tentative d’évasion dans la nuit du 1er au 2 septembre 2024. Le ministre de la justice du Congo rejette cette hypothèse, dénonçant un acte de sabotage visant à contrarier ses efforts de désengorgement de la prison.
Au moins 24 personnes sont tuées par balles,. De nombreuses vidéos amateur circulent sur les réseaux sociaux. Plusieurs blessés et des morts par suffocation sont recensés.

## Réaction
Des réactions et des critiques à l'international dénoncent les conditions de rétention des détenus dans cette prison.
Le directeur du centre pénitentiaire disparaît à la suite de cette tentative et est recherché par les autorités.
Des ONG déclarent que le bilan annoncé n'est pas crédible et qu'il est sous-estimé.